# Związek Polaków na Ukrainie
Związek Polaków na Ukrainie (ukr. Спілка поляків України) – organizacja zrzeszająca Polaków mieszkających na Ukrainie.
Związek liczy 25 tysięcy członków w 16 obwodach odpowiadających podziałowi administracyjnemu kraju. 

## Historia
Geneza ZPU sięga końca lat 80. XX wieku i możliwości, które otworzyła pieriestrojka w ZSRR. W lipcu 1988 roku powstała Polska Sekcja Kulturalno-Oświatowa przy stowarzyszeniu „Przyjaźń”. Podczas I Kongresu Polaków na Ukrainie w 1991 roku przyjęto bieżącą nazwę. Rok później związek został zarejestrowany urzędowo. Pierwszym prezesem był Stanisław Szałacki.
ZPU jest członkiem Europejskiej Unii Wspólnot Polonijnych. Współpracuje z Radą Mniejszości Narodowych Ukrainy, administracją miejską, Stowarzyszeniem „Wspólnota Polska”, Fundacją „Wolność i Demokracja” oraz Fundacją „Pomoc Polakom na Wschodzie”. Prezesem organizacji jest Łesia Jermak, zaś organem prasowym „Dziennik Kijowski”.